# Radio Studio 54 Network
Radio Studio 54 Network　または Studio 54 Networkはイタリアのカラブリア州ロクリにあるラジオ局である。Studio 54 Network はFM放送で、イタリア南部の5つの州の9の県、メッシーナ県、レッジョ・カラブリア県、ヴィボ・ヴァレンツィア県、カタンザーロ県、コゼンツァ県、クロトーネ県、レッチェ県、ポテンツァ県、サレルノ県で放送されている。 
プログラムの特徴はヒット音楽の放送とリアルタイムの情報である。
Studio 54 Network は1985年6月6日に、ピエトロ･パレッタとフランチェスコ・マッサーラの発案で、エンゾ・ガット、メンモ・ミニッティ、ピエトロ・ムスメーチの協力の下、Radio DJ Club Studio 54　として創設された。1997年、Real Audioの技術によるウェブ放送などの新技術を導入。1998年に "Studio 54 Network"と改称。